# 穷卡拉子河

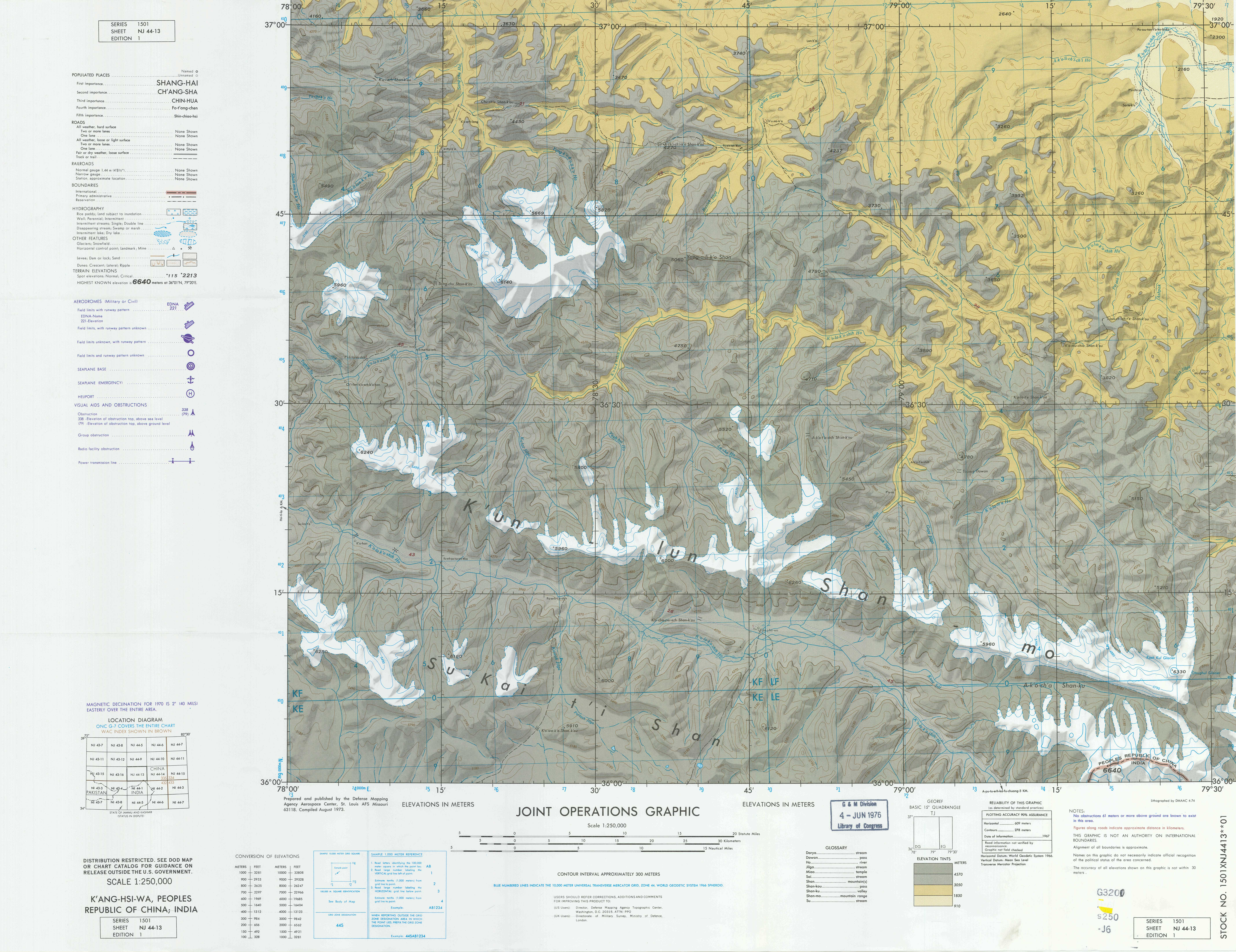
喀拉喀什河上游地区的地圖（DMA, 1973年），穷卡拉子河（Kolatza Ho）位于图中部。

穷卡拉子河(Kolatza Ho,36°22′30″N 79°10′30″E / 36.37500°N 79.17500°E)，位于中华人民共和国新疆维吾尔自治区和田县南部昆仑山地区的一条河流，是庞纳子达里亚河(36°33′00″N 79°03′18″E / 36.55000°N 79.05500°E)左岸支流，由昆仑山脉的苏吐日山谷冰川和抗大牙山谷冰川，先向西北流，再转东北流，最后注入庞纳子达里亚河。河长45千米，流域面积424平方千米。